# 加南線
加南線（日语：／）是指在石川縣內，由北陸鐵道營運的數條鐵路線總稱，當中包括：
- 山中線（山中站 - 河南站 - 大聖寺站）
- 動橋線（宇和野站 - 新動橋站）
- 粟津線（粟津溫泉站 - 新粟津站）
- 連絡線（河南站 - 宇和野站 - 粟津溫泉站）
- 片山津線（動橋站 - 片山津站）

## 概要
這些路線的地段都是位處於加賀最西南方的，除了山岳地帶外都是集中於南部。
在明治至大正初期，為了連接加賀溫泉鄉內山中、山代、粟津和片山津各溫泉街與北陸本線之間，各地都有資金建設馬車鐵路（包括山中馬車鐵道、山代軌道、粟津軌道和片山津軌道）。1910年，就任縣知事的李家隆介曾經計劃改善溫泉地的道路，但是由於財政困難而中止。另一方面，也提出津貼資助敷設電氣化鐵路至各溫泉地。李家縣知事與金澤商業會議所會長橫山章與各馬車鐵路和大聖寺川水電代表進行協商籌備設立電氣鐵道。但是除了大聖寺川水電外，橫山章和各馬車鐵道代表同意設立電氣鐵道。在1913年，溫泉電軌（資本金額100萬日圓）成立，把各軌道線合併。也同時把各路線統一軌距和電氣化，以及建設聯絡線（連絡線）連接各線。隨後，溫泉電軌還有計劃建設鐵路線連接新粟津至小松站之間，以及從大聖寺出發，沿海邊敷設鐵路至吉崎、蘆原和三國方向。當中曾經取得粟津溫泉至小松之間和大聖寺至吉崎之間的鐵道許可。粟津溫泉至小松之間的許可在大正時期失效。而大聖寺至吉崎之間也因為昭和初期蕭條等影響，由於資金困難使沒有動工（未成線）。
就任社長的橫山章是靠尾小屋礦山起家的橫山隆興之長子，同時曾任職橫山礦業部社長、金澤商業會議所會長。章的家族與橫山隆俊（男爵，橫山礦業部總督，加州銀行主席）是公司最大股東（2000股），另外隆興擁有1000股，隆興的次子俊二郎（任職橫山礦業部理事，金石馬車鐵道株式會社社長）擁有350股，隆興的三子芳松（橫山礦業部監事）擁有300股等。使與橫山礦業部有關的人士共持有33.5%的股份，取得經營溫泉電軌的實權。
雖然公司業績不錯，但是起步並不順利。在舊馬車鐵路的鐵路線有良好的業績，相對連絡線（輕便鐵路）的業績較差。這是由於連絡線只是為了連接各個溫泉地，不會連接北陸本線，加上沿線沒有工業支持。因此每年都在輕便鐵道補助法下接受補貼。
在第一次大戰後由於經營衰退，使橫山章的本業礦產業失敗，於1928年辭任社長。漸漸地，各個溫泉旅館相關人士開始透過收購股票的方法進入市場。在1934年，山中溫泉的旅館業人士中曾根治郎就住社長，其弟松本幸一就任高級董事總經理，溫泉電軌開始由當地旅館業接手經營。
在這期間發生昭和金融恐慌使客量下降。因此公司開始開展副業，包括建設水力發電廠和開展供電業務，另外也收購汽車公司以壟斷當地交通。另一方面，受到山中車庫火災的影響，大部分客運車輛被燒毀。在戰時體制下，在當地的私營巴士被要求整合至一縣一至兩家公司。溫泉電軌的路線被整合北陸鐵道旗下路線（只有尾小屋鐵道沒有被整合），成為北陸鐵道加南線。
在戰後，加南線成為運送溫泉客的觀光路線，於1951年引入浪漫車廂。在1962年的「九谷」和在1963年的「白鷺」這兩款著名電動列車相繼投入運作。此外，也有檢討把來自關西方向的國鐵柴油急行列車駛入線內。在當時為一條輝煌的路線。
在引入新車同時，粟津線因為國道8號進行改善工程，從而考慮把鐵路線廢除，改由巴士行走。後來由於鐵路線與國道8號有著平面相交的問題，加上該處不能夠立體相交，因此最後決定把粟津線廢除。在代行巴士路線中，由於該路線直通至粟津、山代和山中各溫泉，因此與連絡線宇和野站至粟津溫泉站之間造成重疊，使區間的連絡線於該時期被廢除。在宇和野站至粟津溫泉站之間廢除後翌年1963年，動橋線與剩下的連絡線合併為山代線。
在1971年前，所有加南線均被廢除。這是由於機動化的發展，加上在1950年代起，北陸鐵道內長期發生勞資糾紛，公司實力受到嚴重損害，廢除所有鐵路線的政策都為公司蒙上了很大的陰影。而後期公司發表廢除所有鐵路線的方針也造成較大影響。加南線的廢除影響到沿線自治體，影響最大的加賀市表示強烈反對。另外，關於國鐵北陸本線的特急停車站中，當時沿線自治體正在爭議在大聖寺站還是在動橋站設置特急停車站。結果在1970年，國鐵決定在兩站中間的作見站定為特急停車站，同時改名為加賀溫泉站。使本來使用加南線各線的溫泉觀光客均變為在加賀溫泉站轉乘其他交通工具前往各溫泉地點，使加南線的客量大幅減少。使這條已被北陸鐵道放棄的加南線踏上廢除的不歸路。在加賀溫泉站啟用後翌年廢除。
現時，各路線還有不同的巴士路線承繼。而也有許多溫泉旅館提供接送巴士服務，在加賀温泉站接送旅客前往各溫泉旅館。

## 年表
- 1913年（大正2年）
  - 6月18日 - 批出鐵道許可予溫泉電軌發起人橫山章等人士（江沼郡河南村-能美郡小松町之間，江沼郡那谷村-同郡石動村之間）[13]。
  - 11月6日 - 溫泉電軌株式會社成立[14][15]。
  - 11月16日 - 山中電軌（軌距：1067毫米，動力：電力，前山中馬車鐵道）和粟津軌道（軌距：762毫米，動力：馬力）轉讓給溫泉電軌。
  - 12月1日 - 山代軌道（軌距：914毫米，動力：馬力）轉讓給溫泉電軌。
- 1914年（大正3年）
  - 5月15日 - 片山津軌道（軌距：914毫米，動力：馬力）轉讓給溫泉電軌。
  - 10月1日 - 河南至本九谷之間（軌距：1067毫米，動力：電力）開業[16]。
  - 11月1日 - 本九谷至粟津溫泉之間（軌距：1067毫米，動力：電力）開業[17]。
- 1915年（大正4年）5月1日 - 山代線改軌距與電氣化（軌距：1067毫米）。
- 1916年（大正5年）
  - 2月16日 - 粟津線改軌距與電氣化（軌距：1067毫米）。
  - 5月17日 - 鐵道許可失效（能美郡粟津村-同郡小松町之間，江沼郡那谷村-同郡石動村之間。原因：在指定期限內未完成施工）[18]。
- 1920年（大正9年）12月27日 - 批出鐵道許可（江沼郡矢田野村-同郡小松町之間）[19]。
- 1922年（大正11年）11月23日 - 新動橋至片山津之間改軌距與電氣化（軌距：1067毫米，動力：電力）。同時受管制的法例改為地方鐵道法（日语：地方鉄道法）[20]。
- 1926年（大正15年）
  - 1月4日 - 枯淵發電廠開始輸電。開始兼營供電業務[21]。
  - 10月9日 - 批出鐵道許可（江沼郡大聖寺町至同郡三木村字吉崎之間）[22]。
  - 10月13日 - 鐵道許可失效（江沼郡矢田野村至同郡小松町之間，原因：在指定期限內未完成施工）[6]。
- 1928年（昭和3年）8月29日 - 開始供電給大聖寺町等6個町村[21]
- 1935年（昭和10年）11月20日 - 鐵道許可失效（江沼郡大聖寺町至同郡三木村之間，原因：在指定期限內未完成施工）[7]。
- 1941年（昭和16年）11月28日 - 山中車庫火災，23架客運車輛中，15架被燒毀。
- 1942年（昭和17年）12月27日 - 供電業務轉讓給北陸配電（日语：北陸配電）[23]。
- 1943年（昭和18年）10月13日  - （舊）北陸鐵道與溫泉電軌等多間公司合併為北陸鐵道。
- 1945年（昭和20年）4月1日  - 山中線、粟津線和動橋線由軌道法管轄變為由地方鐵道法管轄。
- 1951年（昭和26年）4月5日 - 2輛新型浪漫車廂開始投入服務[24]。
- 1961年（昭和36年）10月1日 - 開設直通準急列車，行走於新動橋至山中之間。
- 1962年（昭和37年）
  - 7月7日 - 九谷號開始投入服務[25]。
  - 11月23日 - 粟津線全線廢除，部分連絡線被廢除（宇和野站至粟津溫泉站之間）。
- 1963年（昭和38年）
  - 7月13日 - 鋁製車廂白鷺號開始投入服務[25]。
  - 7月19日 - 動橋線和連絡線剩下區間（宇和野至河南之間）合併為山代線。
- 1965年（昭和40年）9月24日 - 片山津線全線廢除。
- 1971年（昭和46年）7月11日 - 山中線和山代線全線廢除。

## 運輸、收支業績
| 年度 | 軌道線（山中線、動橋線、粟津線） | 軌道線（山中線、動橋線、粟津線） | 軌道線（山中線、動橋線、粟津線） | 鐵路線（連絡線、片山津線） | 鐵路線（連絡線、片山津線） | 鐵路線（連絡線、片山津線） |
| 年度 | 運送人次（人）                   | 貨運量（公噸）                   | 營業利潤（日圓）                 | 運送人次（人）             | 貨運量（公噸）             | 營業利潤（日圓）           |
| ---- | -------------------------------- | -------------------------------- | -------------------------------- | -------------------------- | -------------------------- | -------------------------- |
| 1914 | 162,098                          | 2,454                            | 11,894                           | 32,385                     | 5                          | ▲ 1,723                    |
| 1915 | 275,875                          | 2,821                            | 13,501                           | 157,313                    | 617                        | 2,532                      |
| 1916 | 362,609                          | 5,706                            | 25,058                           | 220,603                    | 2,061                      | 1,606                      |
| 1917 | 471,094                          | 7,226                            | 28,849                           | 252,274                    | 2,961                      | ▲ 2,572                    |
| 1918 | 529,917                          | 14,900                           | 35,455                           | 304,901                    | 7,913                      | 890                        |
| 1919 | 720,325                          | 16,589                           | 48,274                           | 246,685                    | 6,567                      | 1,134                      |
| 1920 | 822,458                          | 16,471                           | 56,079                           | 503,797                    | 6,721                      | ▲ 4,509                    |
| 1921 | 861,973                          | 15,372                           | 79,187                           | 495,159                    | 5,507                      | ▲ 3,711                    |
| 1922 | 901,045                          | 18,688                           | 75,022                           | 609,178                    | 6,755                      | 5,392                      |
| 1923 | 947,573                          | 23,043                           | 82,293                           | 702,874                    | 9,283                      | 8,390                      |
| 1924 | 1,020,317                        | 24,618                           | 95,656                           | 715,935                    | 7,276                      | 3,423                      |
| 1925 | 1,011,068                        | 23,128                           | 91,087                           | 737,394                    | 4,677                      | 14,132                     |
| 1926 | 1,036,700                        | 22,327                           | 108,736                          | 758,970                    | 4,835                      | 25,031                     |
| 1927 | 997,541                          | 20,721                           | 100,588                          | 708,436                    | 4,354                      | 19,530                     |
| 1928 | 938,370                          | 17,681                           | 105,625                          | 599,185                    | 3,940                      | 17,426                     |
| 1929 | 1,068,305                        | 18,031                           | 97,871                           | 816,452                    | 3,675                      | 25,105                     |
| 1930 | 937,078                          | 13,686                           | 85,899                           | 677,688                    | 2,915                      | 14,136                     |
| 1931 | 834,733                          | 13,143                           | 73,841                           | 623,077                    | 3,517                      | 18,290                     |
| 1932 | 829,414                          | 16,466                           | 66,216                           | 626,424                    | 2,724                      | 20,662                     |
| 1933 | 959,545                          | 13,249                           | 93,552                           | 647,820                    | 4,119                      | 16,599                     |
| 1934 | 1,036,960                        | 13,243                           | 96,014                           | 698,637                    | 4,560                      | 20,699                     |
| 1935 | 1,059,530                        | 12,340                           | 82,435                           | 724,046                    | 3,666                      | 20,968                     |
| 1936 | 1,070,156                        | 11,570                           | 89,844                           | 726,187                    | 4,131                      | 19,847                     |
| 1937 | 1,170,715                        | 11,429                           | 94,432                           | 772,391                    | 3,929                      | 25,984                     |

- 參考自各年度版《鐵道院年報》、《鐵道院鐵道統計資料》、《鐵道省鐵道統計資料》、《鐵道統計資料》和《鐵道統計》。
- 馬車鐵路線除外

## 車輛

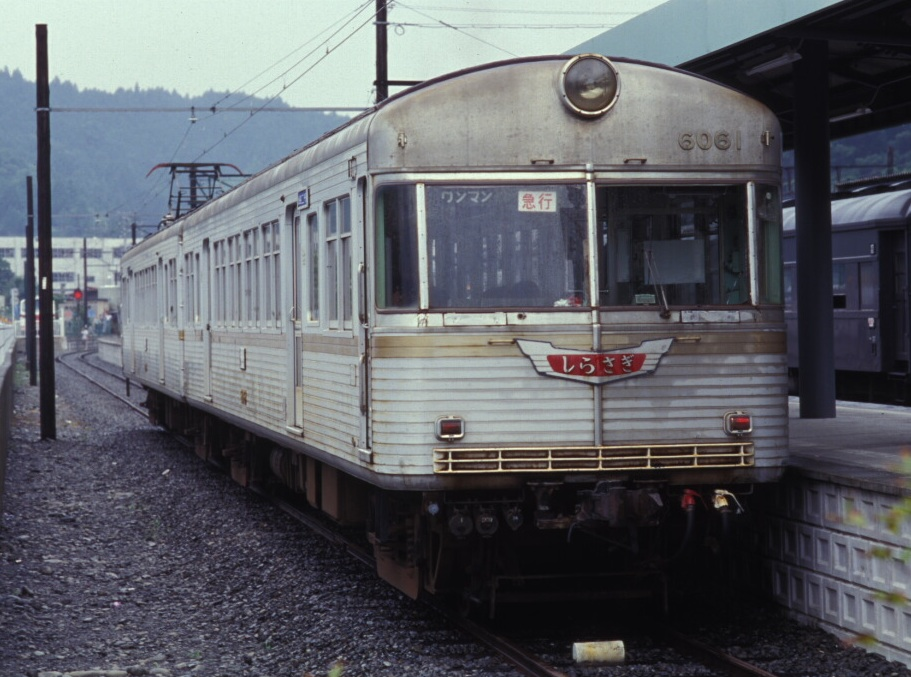
大井川鐵道時代的「白鷺」

除了不能與其他路線直接聯繋的片山津線外，原則上其他路線共同車輛。山中線的列車主要都是2卡固定編成。
- MoHa811 - 木造2軸轉向電動客車。前身為池上電氣鐵道DeHa6（日语：池上電気鉄道の電車#甲号電車）→目黑蒲田電鐵MoHa18→越中鐵道→溫泉電軌DeHa14。
- SaHa560（SaHa561） - 1916年（大正5年）由日本車輛製造的雙屋頂小型木造轉向隨行車輛。前身是國鐵木造客車。1963年（昭和38年）退役。
- MoHa1800·1810·1820形（日语：北陸鉄道モハ1800形電車）
- MoHa5000形（日语：北陸鉄道モハ5000形電車）
- MoHa3200形·SaHa1000形（日语：北陸鉄道サハ1000形電車）
- 6000系（日语：北陸鉄道6000系電車）「九谷」
- 6010系（日语：北陸鉄道6010系電車）「白鷺」 - 在加南線廢除後，該車輛轉讓給大井川鐵道，並繼續服役近20年。在廢除後被運送回山中町，並放置在道之驛山中溫泉 Yukemuri健康村（日语：道の駅山中温泉 ゆけむり健康村）作展示。
- MoYa503→ED22形（ED221） - 小松線前身·白山電氣鐵道創業時引入的木造兩軸車（北陸鐵道MoHa500形MoHa503）改裝而成的工程車。後來經過改裝為轉向車，以及車身改用鋼材等各種改造後，外觀已經有較大變化。後來於淺野川線上服役，曾經用作調度北鐵金澤站內的鐵路貨車。

## 注腳

## 相關項目
- 廢線